# Manuel de Oms y de Santa Pau
Manuel de Oms y de Santa Pau (Barcelona, 5 de enero de 1651-Lima, 24 de abril de 1710) fue un militar, político y diplomático español, I marqués de Castelldosríus grande de España, trigésimo virrey de Mallorca (1681-1688) y vigésimo cuarto virrey del Perú (1707-1710).

## Biografía

### En España y Francia
Después de cursar estudios en la Universidad de Barcelona inició una rápida carrera militar y política. Caballero de la Orden de Malta y XVII barón de Santa Pau, fue nombrado maestre de campo de infantería en 1675, gobernador de Tarragona en 1677, primer Maestre de Campo del Tercio de Barcelona en 1678, virrey de Mallorca de 1681 a 1688 y embajador de España en Portugal en 1690. 
El 6 de abril de 1696 el rey Carlos II le otorgó el título de primer marqués de Castelldosríus y dos años más tarde, en 1698, le designó embajador de España en Francia, por lo que marchó de Portugal a la Corte de Luis XIV en Versalles, Francia, hasta 1703.
A la muerte del rey Carlos II de España, de 1 de noviembre de 1700, Luis XIV lo mandó llamar a su palacio de Versalles para que reconociera a Felipe de Francia, duque de Anjou, como rey de España, el 15 de noviembre de 1700, que sería Felipe V de España.
Oms, quien pertenecía a una familia de la nobleza catalana partidaria de los Borbones en la guerra de sucesión española (1701-1714), era muy francófilo y tomó partido por Felipe V durante dicho conflicto. Por ello el monarca le nombró grande de España el 9 de julio de 1701, luego confirmado el 1 de mayo de 1703, y virrey del Perú en 1704, aunque no ocupó el cargo hasta 1707.

### Virrey del Perú
Desde este puesto mandó una gran suma de dinero (1 600 000 pesos oro) reclamada por la Corona para sufragar gastos de guerra, cosa que logró en parte gracias al descubrimiento de las minas de Carabaya. Sin embargo, la recaudación mediante tributos provocó malestar y protestas, especialmente de los comerciantes, que además recriminaban a Oms su tendencia a proteger los intereses comerciales franceses. Lo cierto es que durante su gobierno aumentaron considerablemente las importaciones (legales e ilegales) de mercancías francesas, favorecidas por las circunstancias de la Guerra de Sucesión. Por estas causas dichos comerciantes pleitearon con el virrey repetidas veces en el Tribunal del Consulado. 
A Oms se le acusó formalmente de contrabando y corrupción y en 1709 fue destituido del cargo, pero debido a la rapidez con que envió las remesas de dinero y a las gestiones de su hija Catalina, dama de compañía de la reina de España, lo ocupó de nuevo poco antes de morir. No obstante fueron confiscados sus bienes en Cataluña, aunque devueltos a sus herederos en 1714.
Para enfrentar los ataques ingleses a la costa, como los de Charles Wager y Thomas Colb (en 1708) y Woldes (desde 1709 a 1711), el virrey intentó formar una armada reclutando hombres mediante leva.
Por otra parte, Oms era un hombre culto y amante de la literatura. Tradujo los Himnos de Santo Tomás y escribió un drama titulado El mejor escudo de Perseo. Llevó a la corte virreinal de Lima el ambiente, las costumbres y las modas de Versalles, y alentó el cultivo de las artes y las letras. Creó una Academia Familiar (1709) en el propio palacio, a la que acudían artistas, músicos y escritores y donde se celebraban tertulias literarias semanales, y fue mecenas de varios poetas indígenas.
Murió en Lima el 24 de abril de 1710 a causa de una enfermedad.
| Predecesor: Baltasar López de Gurrea                                      | Virrey de Mallorca 1681-1688 | Sucesor: Gaspar Pardo de la Casta                                     |
| Predecesor: Juan Peñalosa y Benavides, Presidente de la Audiencia de Lima | Virrey del Perú 1707-1710    | Sucesor: Miguel Núñez de Sanabria, Presidente de la Audiencia de Lima |